# Ulrike Schweikert
Ulrike Schweikert (z umetniškim imenom Rike Speemann), nemška pisateljica, * 1966, Schwäbisch Hall
Delala je v banki ter študirala novinarstvo in geologijo.

### Romani

#### Zgodovinski
- Die Tocher des Salzsieders (Knaur Taschenbuch, 2000) (COBISS)
- Die Hexe und die Heilige (Droemer Knaur, 2002)
- Die Herrin der Burg (Droemer Knaur, 2003)
- Das Kreidekreuz (Knaur HC, 2004)
- Das Siegel des Templers (Blanvalet, 2008) (COBISS)
- Die Dirne und der Bischof (Blanvalet, 2010) (COBISS)
- Das Antlitz der Ehre (Blanvalet, 2010)
- Das Kastilische Erbe (Blanvalet, 2012)
- Das Vermächtnis von Granada (Blanvalet, 2014)
- Hinter den Spiegeln - Das Wiener Vermächtnis (Mira Taschenbuch, 2014)
- Die Astrologin (Blanvalet Taschenbuch, 2017)
- serija Charite
  - Charite – Hoffnung und Schicksal (Rowohlt Taschenbuch, 2018)
  - Charite – Aufbruch und Entscheidung (Rowohlt Taschenbuch, 2019)

#### Mladinski
- Das Jahr der Verschwörer (Arena, 2003)
- Die Maske der Verräter (cbt/cbj, 2007)
- serija Die Erben der Nacht
  - Nosferas (cbt/cbj, 2007)
  - Lycana (cbt/cbj, 2008)
  - Pyras (cbt/cbj, 2009)
  - Dracas (cbt/cbj, 2010)
  - Vyrad (cbt/cbj, 2011)
  - Oscuri (cbt/cbj, 2013)
- serija Léon & Claire
  - Léon & Claire: Er trat aus den Schatten (cbt/cbj, 2016)
  - Léon & Claire: Er fand sie im Licht (cbt/cbj, 2017)

#### Kriminalni in fantazijski
- Die Seele der Nacht (Droemer HC, 2003)
- trilogija Die Nachmahr
  - Das Erwachen der Königin (Penhaligon, 2014)
  - Die Schwester der Königin (Penhaligon, 2015)
  - Das Vermächtnis der Königin (Penhaligon, 2017)
- trilogija Der Drachenkronen
  - Die Drachenkrone (Blanvalet, 2005)
  - Das Vermächtnis des Kupferdrachen (Blanvalet Taschenbuch, 2006)
  - Das Drachentor (Blanvalet, 2007)
- serija Peter von Borgo
  - Der Duft des Blutes (Droemer Knaur, 2003) • kot Rike Speemann
  - Feuer der Rache (Knaur TB, 2005) • kot Rike Speemann
  - Das Herz der Nacht (2009)
  - Engel der Verdammten (Egmont, 2012)

### Otroške knjige
- serija Das Reich der Finsternis
  - Verwunschen (cbt/cbj, 2013)
  - Verdammt (cbt/cbj, 2014)